# 藤波洸子
藤波 洸子（ふじなみ こうこ、1925年8月10日 - 1983年11月7日）とは元宝塚歌劇団（元花組組長）の女優。滋賀県彦根市出身。東洋英和女学校出身。宝塚歌劇団時代の芸名は久松一聲が命名。宝塚時代の愛称はヤマコ。

## 来歴・人物
1940年に宝塚音楽舞踊学校（現在の宝塚音楽学校）に入学し、1942年に30期生として、宝塚歌劇団に入団。宝塚入団時の成績は16人中3位。
1952年に花組組長就任し、1953年に退任。
1956年に宝塚歌劇団を退団。最終出演公演の演目は花組公演『浮かれ大名／天使と山賊』である。
1959年より東宝演劇部に所属。
1983年11月7日、翌年に控えた宝塚70周年を見ることなく58歳で死去。

## 映画
- かっぱ六銃士（1953年、東宝）- X二十八号 役
- 蝶々夫人（1955年）- 芸者 役
- 恋すれど恋すれど物語（1956年、東宝）- おつた 役
- 新しい背広（1957年）- 紺野加代 役
- 女の花道（1971年、東宝）- おりん 役

## テレビドラマ
- 片恋（NTV、1958年10月8日）
- 雪解け（NHK、1959年3月20日）
- 春夏秋冬（NTV、1959年5月24日）
- 求婚旅行（NET、1959年10月1日 - 1959年10月8日）＊藤浪洸子名義
- 華族女房（NET、1959年11月1日）
- 共犯者（CX、1960年1月2日）
- 夫婦百景（NTV）
  - 第90回「母型女房」（1960年1月25日）
  - 第98回「小心亭主」（1960年3月21日）
  - 第101回「おせっかい亭主」（1960年4月11日）
  - 第110回「くいちがい夫婦」（1960年6月13日）
  - 第120回「家の皇后さま」（1960年8月22日）
  - 第127回「お荷物亭主」（1960年10月10日）
  - 第138回「スポンサー女房」（1960年12月26日）
  - 第153回「相惚れ夫婦」（1961年4月10日）
  - 第165回「ある旅役者夫婦」（1961年7月3日）
  - 第220回「駅弁夫婦」（1962年7月23日）
  - 第231回・第232回「女房馬鹿」（1962年10月8日 - 1962年10月15日）
  - 第346回「禁酒禁言」（1964年12月21日）
  - 第353回「H?亭主」（1966年4月26日）
- 泥かぶら（NTV、1960年4月13日）
- おかあさん
  - 第50回「山の灯」（KR、1960年9月29日）
  - 第72回「つむじ風」（TBS、1961年3月2日）
- エデンの海（NTV、1962年8月30日）